# 윤승아
윤승아(본명: 윤애리, 1983년 9월 29일~)는 대한민국의 배우이다.
2006년 9월 알렉스의 뮤직비디오에서 달팽이 밖에서는 살 수 없는 여인으로 등장해 "달팽이녀"로 불리며 이름이 알려지기 시작했다. 2010년 드라마 《몽땅 내 사랑》, 2012년 드라마 《해를 품은 달》, 2013년 드라마 《황금의 제국》, 2014년 드라마 《로맨스가 필요해 3》에 출연하였다.
2012년 배우 김무열과 열애를 발표하고 3년간 열애를 이어오다 2015년 4월 결혼하였다.

## 연기 활동

### 드라마
- 2006년 MBC 청춘시트콤 《레인보우 로망스》
- 2006년 MBC 일일시트콤 《거침없이 하이킥!》
- 2007년 MBC 월화드라마 《커피프린스 1호점》 ... 최한결과 카드게임 하는 여자 역
- 2009년 MBC 수목드라마 《히어로》 ... 조유리 역
- 2010년 MBC 수목드라마 《장난스런 키스》 ... 독고민아 역
- 2010년 MBC 일일시트콤 《몽땅 내 사랑》 ... 김샛별 역
- 2012년 MBC 수목드라마 《해를 품은 달》 ... 설 역
- 2012년 채널A 주말드라마 《판다양과 고슴도치》 ... 판다양 역
- 2013년 SBS 월화드라마 《황금의 제국》 ... 장희주 역
- 2013년 웹드라마 《방과 후 복불복》 ... 여대생 역(특별출연)
- 2014년 tvN 월화드라마 《로맨스가 필요해 3》 ... 정희재 역
- 2016년 SBS Plus 금요드라마 《유부녀의 탄생》 ... 영희 역

### 영화
- 2008년 《환 - 내 안에 두 번째 그림자》
- 2010년 《고사 두 번째 이야기: 교생실습》 ... 태연 역
- 2011년 《굿바이 마이 스마일》 ... 하린 역
- 2011년 《수상한 이웃들》 ... 서윤미 역
- 2014년 《이쁜 것들이 되어라》 ... 채경희 역
- 2015년 《살인의뢰》 ... 민수경 역
- 2017년 《메소드》 ... 희원 역
- 2020년 《찬실이는 복도 많지》 ... 소피 역

### 뮤직비디오
- 2006년 알렉스 - 너무 아픈 이 말
- 2006년 빅마마 - Never Mind
- 2006년 최재훈 - 고마워요
- 2006년 더 필름 - 안녕
- 2007년 더 크로스 - 사랑하니까
- 2007년 이승환 - 슈퍼히어로
- 2010년 소연 - 뭐라고 끝낼까
- 2011년 정승원 - Stay the night

## 광고
- SK텔레콤 - 네이트온
- SK텔레콤 - T
- U.G.I.Z
- 롯데관광
- KTF - SHOW
- 롯데웰푸드 - 썬칩
- 설레임
- 롯데 자일리톨 알파 프로젝트
- SKY
- 네이버
- 니베아
- 레몬워터
- 브레댄코
- 던킨 도너츠
- 제이에스티나
- TBJ
- 플라스틱 아일랜드
- 필립스
- SK-II
- 베지밀
- 카페소야
- 구김스
- 슈니발렌
- 더바디샵

## 홍보대사
- 2012년 제16회 서울국제만화애니메이션페스티벌 홍보대사

## 수상 및 후보
| 연도 | 시상식           | 부문                           | 작품        | 결과 |
| ---- | ---------------- | ------------------------------ | ----------- | ---- |
| 2010 | MBC 방송연예대상 | 코미디/시트콤 부문 여자 신인상 | 몽땅 내사랑 | 후보 |